# Abiu-cutite
Abiu-cutite (ou Tuturubá; nome científico Pouteria macrophylla) é uma árvore brasileira (porém não endêmica), pertencente à família Sapotaceae. Popularmente chamada de cutite, pode ser encontrada nas regiões Norte, Nordeste, Centro-oeste e Sudeste. Os seus frutos possuem capacidades antioxidante bem como presença de compostos fenólicos, como ácido gálico e flavonoides como quercetina e catequinas.